# Spilosoma rhododactyla
Spilosoma rhododactyla är en fjärilsart som beskrevs av Felix Bryk 1948. Spilosoma rhododactyla ingår i släktet Spilosoma och familjen björnspinnare. Inga underarter finns listade i Catalogue of Life.